# Medici-Giraffe

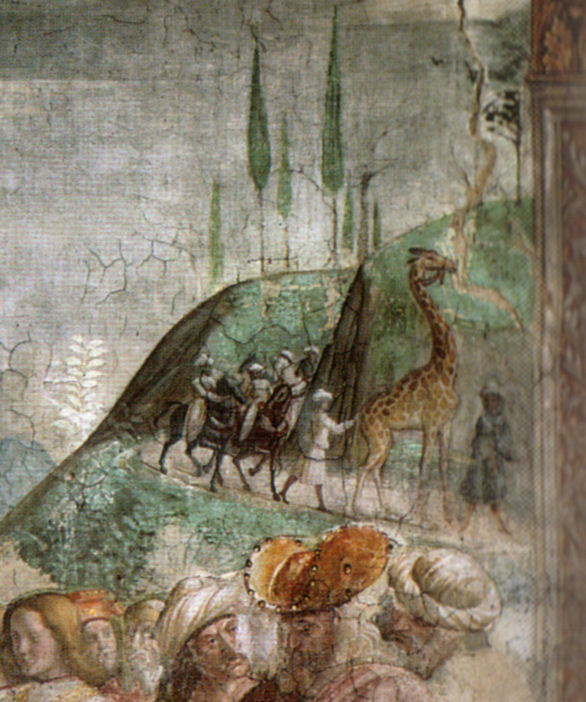
Domenico Ghirlandaio: Anbetung der Könige (Fresko, 1485/1490); Ausschnitt mit der Medici-Giraffe (Tornabuoni-Kapelle, Santa Maria Novella, Florenz)

Die Medici-Giraffe erreichte Florenz im Jahr 1486 vermutlich als Geschenk  Al-Aschraf Sayf ad-Din Kait-Bays, des tscherkessischen Mamluken-Sultans von Ägypten, an Lorenzo il Magnifico. Als erste Giraffe seit der Antike in Italien verursachte das Tier bei seiner Ankunft in Florenz großes Aufsehen. Es überlebte nicht lange. In den nächsten 300 Jahren kam keine weitere Giraffe nach Europa.

## Hintergrund
46 v. Chr. feierte Julius Caesar seinen Erfolg in Ägypten bei seiner Rückkehr nach Rom mit einer gigantischen Tierschau, die Hauptattraktion war die erste Giraffe, die nach Europa gebracht wurde. Die Römer nannten das Tier Kamelopard (camelopardalis), weil es ihnen schien, als ob es Merkmale des Kamels und des Leoparden in sich vereinen würde. 
Ob die Giraffe des Lorenzo de’ Medici von Kait-Bay stammte, ist nicht sicher, da es keine Berichte über ihre Herkunft gibt. In den Lebenserinnerungen (Ricordanzi) des Tribaldo de’ Rossi (erschienen in Florenz 1786) findet sich ein Vermerk über die Giraffe in Florenz mit dem Hinweis, sie sei ein Geschenk des „Sultans von Bagdad“ gewesen; die Levante gehörte in den 1480er Jahren zum Mamlukenreich. Es ist bekannt, dass Sultan Kait-Bay Giraffen in seiner Menagerie hielt; er bat Lorenzo zu genau der Zeit um Hilfe gegen die Osmanen, als die Giraffe in Florenz ankam, und Lorenzo verwendete sich kurze Zeit darauf für ihn.

## Leben

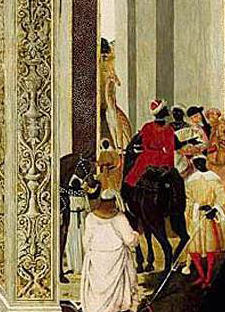
Raffaello Botticini (1477–1520) zugeschrieben: Die Anbetung der Könige (um 1495); Detail mit der Medici-Giraffe

Die Giraffe wurde, als sie in Florenz eintraf, zu einer Sensation. Cosimo de’ Medici, Lorenzos Großvater, hatte eine große Menagerie besessen und in einer Tierschau zur Unterhaltung der Bürger auch das Modell einer Giraffe gezeigt; dass ein lebendes Exemplar in der Stadt zur Schau gestellt wurde, war jedoch erstmalig. Es gibt Berichte darüber, dass  Friedrich III. von Sizilien 1261 eine Giraffe vom Sultan von Ägypten im Tausch gegen einen weißen Bären erhalten habe und dass der Herzog von Kalabrien, Ludwig II., Herzog Ercole I. d’Este in Ferrara und Don Ferrante, der König von Neapel, Giraffen besessen hätten; wenn es diese Giraffen gegeben hat, so hatten sie nicht annähernd den Erfolg, dessen sich Lorenzos Giraffe erfreute.
Lorenzo erkannte die Möglichkeiten der Einflussnahme durch die Weitergabe des Tiers und kündigte an, die Giraffe Anna, der Königin von Frankreich, zu schicken. Obwohl Anna in einem Brief Lorenzo an seine Absicht erinnerte, ihr die Giraffe zu schicken, wurde sie enttäuscht. Lorenzo hatte spezielle Stallungen für das Tier gebaut, entweder bei der Villa seiner Familie in Poggio a Caiano oder in der Via della Scala in Florenz, versehen mit einer Beheizung, um sie vor dem feuchten Winter in Florenz zu schützen. Kurze Zeit nach ihrem Eintreffen in Florenz brach sich die Giraffe jedoch das Genick und starb.
Bis 1827 gelangte keine weitere lebende Giraffe mehr nach Europa. In diesem Jahr machte Muhammad Ali Pascha  drei europäischen Herrschern je eine Giraffe zum Geschenk. Eine bekam der König des Vereinigten Königreichs von Großbritannien und Irland, Georg IV., eine andere der Herrscher der Habsburgischen Erblande, Franz II., und eine dritte der König von Frankreich und Navarra, Karl X. Jede verursachte Aufsehen in London, Wien und Paris, aber nur die letzte, Zarafa, überlebte länger als zwei Jahre.

## Rezeption

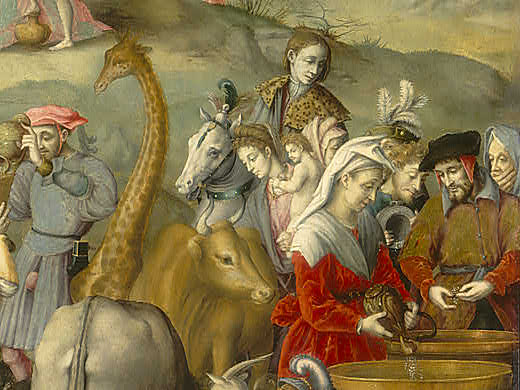
Bacchiacca: Die Mannalese (1540/1555); Detail: die Medici-Giraffe

Die Giraffe Lorenzo de’ Medicis wurde von Künstlern ins Bild gesetzt und in Gedichten verewigt. So taucht sie zum Beispiel in einem der Fresken auf, die Domenico Ghirlandaio (1449–1494) zwischen 1485 und 1490 für die Capella Tornabuoni in der Kirche Santa Maria Novella in Florenz gestaltete; sie begleitet darin die Anbetung der Könige. Zum selben Thema ließ Andrea del Sarto (1486–1530) die Giraffe in seinen zwischen 1509 und 1514 entstandenen Fresken im Vorhof der Kirche Santissima Annunziata in Florenz auftreten. Raffaello Botticini (1477- um 1520), Giorgio Vasari und Bacchiacca stellten sie in Gemälden ebenfalls dar.
Der Dichter Antonio Costanzo beschrieb, wie die Giraffe durch die Straßen schritt: Ich sah auch, wie sie ihren Kopf zu den Zuschauern wandte, die aus den Fenstern sahen, da sie elf Fuß groß war, von Weitem sah es so aus, als bestaunten die Menschen einen Turm und kein Tier. Die Giraffe schien die Menge zu lieben, sie war immer friedlich und furchtlos, es schien, als beobachtete sie mit Vergnügen die Leute, die gekommen waren, um sie anzuschauen.